# Йоан Кабай
Йоа́н Каба́й (фр. Yohan Cabaye, нар. 14 січня 1986, Туркуен, Франція) — колишній французький футболіст, що виступав на позиції півзахисника.

## Клубна кар'єра
Вихованець футбольної школи клубу «Лілль». Дорослу футбольну кар'єру розпочав 2003 року в основній команді того ж клубу, в якій провів вісім сезонів, взявши участь у 191 матчі чемпіонату. Більшість часу, проведеного у складі «Лілля», був основним гравцем команди.
До складу клубу «Ньюкасл Юнайтед» приєднався 2011 року. 
В січні 2014, під час зимнього трансферного вікна підписав контракт з французьким «Парі Сен-Жермен», який розрахований до 2017 року.
В червні 2015 з'явилась інформація, що в послугах півзахисника зацікавлений англійський «Крістал Пелес», а вже 1 липня Йоан офіційно перейшов до «орлів» з французького «ПСЖ». Контракт підписаний на три роки. За три сезони провів за лондонський клуб 109 матчів у всіх змаганнях та забив 10 голів.
У липні 2018 після завершення угоди з «Крістал Пелес» перейшов до Об'єднані Арабські Емірати, де підписав дворічний контракт з клубом «Ан-Наср». Втім, уже в січні дубайський клуб припинив співпрацю з французом: Кабай провів лише 12 матчів, у яких відзначився 1 голом та 2 результативними передачами.
27 серпня 2019, після півроку без клубу, повернувся до Франції, підписавши однорічний контракт з «Сент-Етьєном».
19 лютого 2021 оголосив про завершення кар'єри.

## Виступи за збірні
З 2001 року викликався до юнацьких збірних Франції різних вікових категорій.
Протягом 2006–2008 років залучався до складу молодіжної збірної Франції. На молодіжному рівні зіграв у 15 офіційних матчах, забив 3 голи.
2010 року дебютував в офіційних матчах у складі національної збірної Франції.

## Титули і досягнення
- Чемпіон Франції (1):

«Лілль»:  2010–11
- Володар Кубка Франції (1):

«Лілль»:  2010–11
- Чемпіон Франції (2):

«Парі Сен-Жермен»: 2013-14, 2014-15
- Володар Кубка Франції (1):

«Парі Сен-Жермен»: 2014-15
- Володар Кубка французької ліги (2):

«Парі Сен-Жермен»: 2013-14, 2014-15
- Володар Суперкубка Франції (1):

«Парі Сен-Жермен»: 2014
Збірні
- Чемпіон Європи (U-19): 2005
- Віце-чемпіон Європи: 2016